# Reformierte Kirche Chaindon

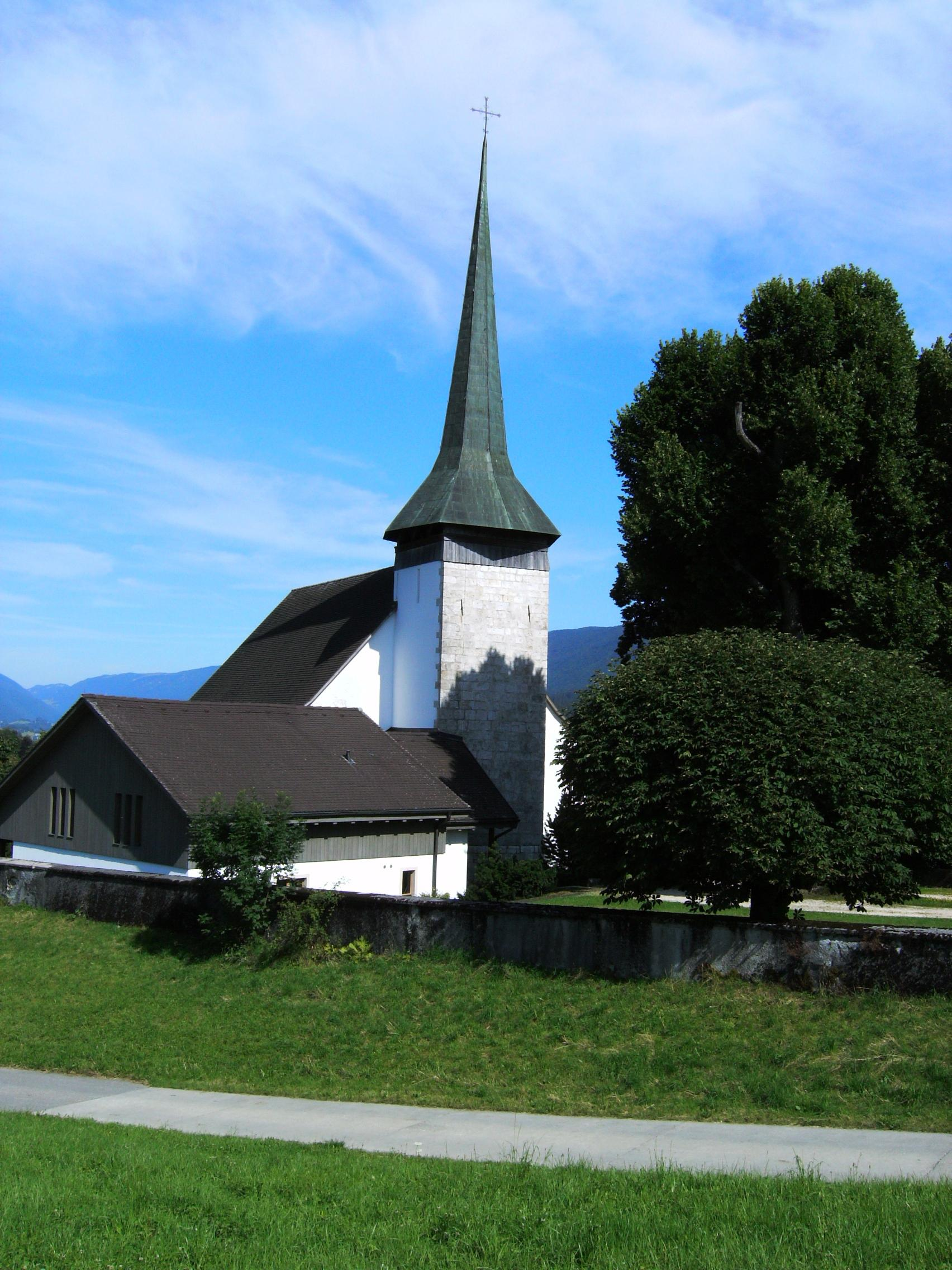
Ref. Kirche Chaindon, Reconvilier

Die reformierte Kirche Chaindon ist ein Kirchengebäude in der Gemeinde Reconvilier im Berner Jura.

## Geschichte
Die Kirche wurde 1739–1740 anstelle einer bereits 962 erwähnten Kapelle errichtet. 

## Baubeschreibung
Der im Kern mittelalterliche Turm verfügt über eine typisch Bernisches Glockengeschoss mit Spitzturmhelm. Das Innere der Kirche ist als Querkirche angelegt – ein typisch protestantisches Grundrisskonzept. Die Kanzel stammt aus der Bauzeit. Erst 1849 wurde eine U-Empore eingebaut und ein Jahr später eine Orgel von Johann Burger angeschafft, die heute noch erhalten ist. Ungewöhnlich für eine reformierte Kirche sind die reichhaltigen Wandmalereien und Farbglasfenster, die Philippe Robert 1923–1926 geschaffen hat. Die Wandgemälde zeigen die Kreuzabnahme sowie Christus auf dem Weg nach Emmaus und sind stilistisch vom Symbolismus inspiriert.

## Umgebung
Auf dem Friedhof neben der Kirche befindet sich ein Soldatendenkmal für die Gefallenen des Ersten Weltkriegs.